# Dúžnik
Vrch Dúžnik (807,2 m n. m.) se nachází na Slovensku v katastrálním území obce Melčice-Lieskové v Bílých Karpatech. Na vrchol vede od Kykuly (746 m) modře značená turistická značka. V minulosti ve 20. letech minulého století tam někde 50 m pod vrcholem začaly vznikat osady Dúžniky a Barošová. Byly to jedny z nejvýše položených osad Bílých Karpat (760 m n. m.). Z obou osad dodnes zůstaly jen pozůstatky zdiva zarostlých v lese. V Dúžnikách se zachovala chalupa č.p. 206. Někdy za 2. světové války do jihovýchodního svahu pod vrchol havarovalo německé bombardovací letadlo Junkers Ju 88. V minulosti stávala na vrcholu dřevěná rozhledna. V současnosti je na vrcholu turistický rozcestník s lavičkou, sněhoměrná tyč a šipky vedoucí ke zbytkům chalup. Nachází se tam také tabule o životě lidí z obou zaniklých osad.